# 理工学部
理工学部（りこうがくぶ）は、大学の学部のひとつ。理学と工学の両方の立場から、自然科学に関する研究および教育を実践する組織である。理学・工学の各分野に加えて、関連する学際系の学科を併設している場合が多い。機械工学、電気・電子工学、金属工学、土木工学、建築学/建築工学、経営工学、電気通信学、応用物理学、応用化学、数学、物理学、化学、天文学、工業経営学などの諸科がある。

## 沿革
国立大学では、独立行政法人への転換による大学改革に備え理学部から発展した例（島根大学など）、工学部から発展した例（横浜国立大学など）、または理学部と工学部を合併した例（筑波大学・金沢大学など）が代表的である。2000年以降、地方国立大学において既存の学部から理工学部に転換する例が多くみられた。これは少子化の影響のため、幅広い人材に受け入れられるよう間口を広げるという考えもある。また、教育負担の軽減のため学科の大括り化や科目の共通化なども同時に図られている。
私立大学では、初めから理工学部を設置した例または、工学部から理工学部に改組した例が多い。

## 理工学部を持つ日本の大学

### 国立大学
- 佐賀大学（文理学部を改組して1966年に設置）
- 弘前大学（理学部を改組して2006年に設置）
- 横浜国立大学（工学部と教育人間科学部を改組して2011年に設置）
- 群馬大学（工学部を改組して2013年に設置）
- 岩手大学（工学部を改組して2016年に設置）
- 徳島大学（工学部を改組して2016年に設置）
- 大分大学（工学部を改組して2017年に設置）
- 高知大学（理学部を改組して2017年に設置）
- 室蘭工業大学（工学部を改組して2019年に設置）

### 公立大学
- 公立千歳科学技術大学（1998年私立大学として開学、光科学部設置　2008年総合光科学部に改組　2015年理工学部に改組 2019年公立大学に移行）

### 私立大学
- 東北
  - 石巻専修大学　1989年開学、理工学部設置
- 関東
  - 青山学院大学　1949年開学、工学部を設置。1950年に工学部を関東学院大学に譲渡。1965年に「青山学院大学理工学部」を設置
  - 関東学院大学　1950年工学部を設置　2013年「関東学院大学理工学部」
  - 慶應義塾大学　1939年藤原工業大学　1944年工学部を設置　1981年に「慶應義塾大学理工学部」に改組
  - 国士舘大学　　1963年工学部を設置　2007年に「国士舘大学理工学部」に改組
  - 上智大学　　　1962年、「上智大学理工学部」を設置
  - 成蹊大学　　　1962年工学部を設置　2005年に「成蹊大学理工学部」に改組
  - 中央大学　　　1944年中央工業専門学校　1949年工学部を設置　1962年に「中央大学理工学部」に改組。
  - 帝京大学　　　1989年、「帝京大学理工学部」を設置
  - 東京都市大学　1942年武蔵高等工業学校　1949年工学部を設置　2020年工学部を理工学部に改称
  - 東京電機大学　1939年東京電機高等工業学校　1949年工学部を設置　1977年に「東京電機大学理工学部」を設置
  - 東洋大学　　　1961年工学部を設置　2009年に「東洋大学理工学部」に改組
  - 日本大学　　　1920年日本大学高等工学校　1928年工学部を設置　1958年、「日本大学理工学部」に改組
  - 法政大学　　　1944年法政大学航空工業専門学校　1950年工学部を設置　2008年に「法政大学理工学部」に改組。
  - 明治大学　　　1944年東京明治工業専門学校　1949年工学部を設置　1989年に「明治大学理工学部」に改組。
  - 創価大学　　　1991年工学部　2015年工学部を理工学部に改組
  - 明星大学　　　1964年「明星大学理工学部」を設置
- 中部
  - 静岡理工科大学　1991年開学、理工学部を設置
  - 南山大学　　　　2014年、情報理工学部から理工学部に改称
  - 名城大学　　　　1950年第一理工学部、第二理工学部設置　1998年第一理工学部を理工学部に改称
  - 中部大学　　　　2023年工学部の学科を一部分離して設置
- 近畿
  - 摂南大学　　　　1975年開学、工学部を設置　2010年理工学部に改組
  - 近畿大学　　　　1943年大阪理工科大学が開学　1949年合併に伴い「近畿大学理工学部」に改組
  - 同志社大学　　　1944年同志社工業専門学校　1949年工学部を設置　2008年に「同志社大学理工学部」に改組
  - 甲南大学　　　　1951年文理学部を設置　1957年理学部　2001年理工学部
  - 立命館大学　　　1942年専門学部工学科　1949年、「立命館大学理工学部」を設置
  - 追手門学院大学　2025年度開設
  - 大和大学　　　　2020年理工学部を設置
- 中国・四国
  - 徳島文理大学　1989年工学部設置　2009年理工学部に改組
  - 安田女子大学　2025年度開設
- 九州
  - 九州産業大学　1963年工学部設置　2017年理工学部

## ○○理工学部を持つ日本の大学

### 国公立大学
- 秋田大学 総合環境理工学部（理工学部を改組して2025年に設置）
- 島根大学 総合理工学部（理学部を改組して1995年に設置）
- 会津大学 コンピュータ理工学部

### 私立大学
- 東京理科大学創域理工学部　1967年理工学部を設置　別途 理学部（1881年東京物理学講習所 1949年に学部設置）と工学部(1962年設置)が存在
- 早稲田大学 基幹理工学部・創造理工学部・先進理工学部 1909年大学部理工科本科設置、1920年大学令による理工学部設置、2007年理工学部を3学部に再編
- 関西大学システム理工学部 　1944年関西工業専門学校　1958年工学部を設置
- 芝浦工業大学システム理工学部　2009年に設置
- 近畿大学産業理工学部
- 近畿大学生物理工学部
- 東海大学 情報理工学部
- 京都産業大学 情報理工学部
- 立命館大学 情報理工学部
- 龍谷大学 先端理工学部
- 岡山理科大学 情報理工学部

## 理工学部類似組織をもつ日本の大学
- 福島大学 理工学群（2004年に設置）
- 筑波大学 理工学群（2007年に設置）
- 金沢大学 理工学域（理学部と工学部を改組して2008年に設置）
- 電気通信大学 情報理工学域（電気通信学部を改組して情報理工学部を2010年に設置（2016年情報理工学域に改組）)
- 高知工科大学 理工学群（2019年に工学部を改組して環境理工学群を設置。その後、2022年に理工学群に名称変更。）

### かつて理工学部を持っていた日本の大学

#### 大学
- 関西学院大学 2021年 理学部、工学部、生命環境学部、建築学部に再編
- 埼玉大学（1963年開設の工学部、1949年開設された文理学部の1965年の改組によって理工学部が誕生した。その後、1976年に理学部と工学部に改組された）
- 東京工業大学（生命理工学部を1990年に設置）現在は●●理工学院
- 岡山大学 環境理工学部（2021年 工学部に再改組）
- 東海大学 生物理工学部（2012年 学生の募集停止）
- 中京大学 情報理工学部（2006年4月開設　2013年学生募集停止 改組を行い工学部を開設）

#### 大学に準ずる教育機関
- 防衛大学校（学群制に移行し、応用科学群, 電気情報学群, システム工学群を設置）